# Замошье (Быховский район)
Замо́шье (бел. Замошша) — деревня в составе Холстовского сельсовета Быховского района Могилёвской области Республики Беларусь.

## Географическое положение
Находится на берегу ручья Мошна (Мошанка) (отсюда название деревни) недалеко от его впадения в реку Греза.

## Население
- 1909 год — 45 жителей, 9 дворов
- 1919 год — 141 житель
- 2010 год — 1 житель

## История
Основана на помещичьей земле, приобретенной крестьянами, обедневшими дворянами и мещанами в конце XIX века. В Замошье первоначально проживали следующие семьи: Высоцкие, Героимовы, Капустины, Кондратенко, Круталевичи (Крутолевичи), Микуличи,Скрябины, Стибло (Сцибло), Строгие, Тихоновичи (Цехановичи).
Единственный известный староста — Ляксей Круталевич (был главой деревни в начале 1920-х гг.).
В середине 1920-х имелась начальная школа.
Сожжена немецкими оккупантами во время войны, возродилась.
Основной отток людей из деревни пришёлся на 1980-е годы.